# Madonna della Cintola tra i santi Agostino, Nicola da Tolentino, Claudio, Antonio Abate, Monica e Petronilla
Madonna della Cintola tra i santi Agostino, Nicola da Tolentino, Claudio, Antonio Abate, Monica e Petronilla è un olio su tela, attribuito a Virgilio Nucci, che si trova nella Chiesa di Sant'Agostino (Cascia) e datato 1609.

## Storia
Virgilio Nucci (1545-1621) dipinge la tela a olio ventuno anni dopo aver ricevuto la commissione di una pala da parte di Serafino Frenfanelli, per l'altar maggiore della chiesa, poi smembrata e oggi in parte conservata presso il Museo Comunale di Cascia .
Il quadro, riferito a Nucci dallo storico locale Marco Franceschini (1763-1836), reca la data 1609 in basso a destra, oggi coperta dalla mostra della cornice. Nella cimasa è dipinto il Volto di Cristo. L'attività dell'artista è documentata a Cascia a partire dal 1562, quando dipinge una tela per la chiesa della SS. Annunziata, oggi scomparsa; tale attività si protrarrà per diversi decenni, concentrando a Cascia "un certo numero di sue opere", come osservato da Storelli che per primo, nel 1992, ha pubblicato la Madonna della cintura, la quale si situa nella fase matura del pittore. Miarelli Mariani ricorda come la presenza a Cascia di opere dell'eugubino Virgilio Nucci, e del padre Benedetto, dovette avvenire attraverso gli agostiniani e i francescani di Gubbio, ordini per i quali i due pittori furono molto attivi.
Si ricordi che la chiesa fu restaurata dopo il sisma del 1599 e gli altari lignei risalgono - come le tele oggi ricollocate dopo il restauro della chiesa terminato nel 2005 - al XVII secolo. Da un inventario degli oggetti sacri conservati nella chiesa dopo la Soppressione del 1861, la pala in esame risultava sistemata nel terzo altare a sinistra e serviva "a coprire la macchina sulla quale posa la statua della Madonna del Soccorso [del sec. XVIII]". Più di recente, il dipinto è stato ricollocato nel secondo altare a sinistra con macchina lignea secentesca.

## Descrizione
Il dipinto raffigura la Madonna col Bambino colti nell'atto di porgere le cinture rispettivamente a Sant'Agostino a sinistra, che veste il piviale vescovile e che con la destra impugna il pastorale (un angelo alle sue spalle esibisce la mitria), e San Nicola da Tolentino. Nel registro sottostante, i quattro santi inginocchiati assistono alla scena.

## Iconografia
La tela, che raffigura un tema molto caro agli agostiniani, ovvero quello della Madonna della Cintola, e che nella chiesa di Cascia è ben documentato anche dall'affresco datato 1563 di recente rinvenuto in una nicchia della parete sinistra, qui è rivisitato in "chiave agostiniana" e la tradizionale figura di San Tommaso è sostituita con quelle di Sant'Agostino e San Nicola da Tolentino. La cintura torna nelle figure degli angeli, che ne tengono due serie tra le mani, in una sorta di esaltazione emblematica dell'Ordine agostiniano, considerato che la cintola nera è legata ad un episodio della vita di Santa Monica, madre di Agostino, ed è divenuto elemento distintivo degli abiti dei gruppi religiosi di questo ordine. Tra i santi in basso, si trovano Santa Monica, appunto, e Santa Petronilla, identificata da un'iscrizione, il cui nome potrebbe ipoteticamente legarsi assieme a quello di San Claudio, recante una squadra e il progetto della chiesa a sinistra, agli ignoti committenti da ricercarsi tra le nobili famiglie locali. La figura di Sant'Antonio Abate è da collegare anch'essa alla iconografia cara all'Ordine agostiniano.